# Erupció efusiva

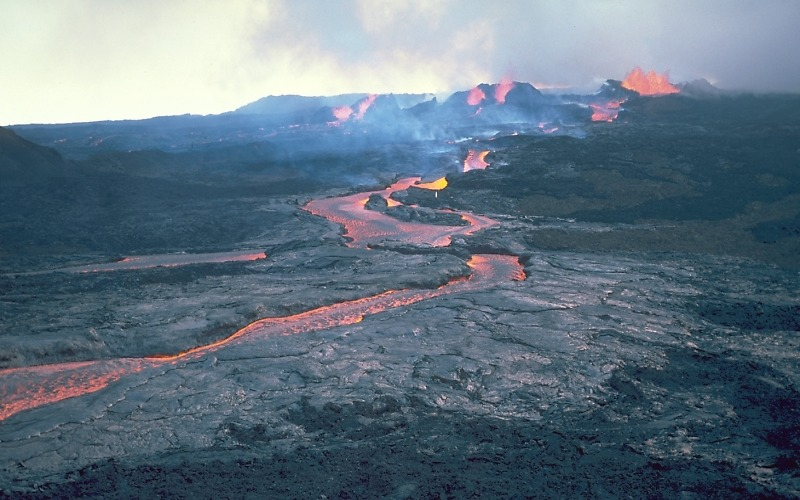
lava fluint pel Mauna Loa durant l'erupció de 1984.

Una erupció efusiva és una erupció volcànica caracteritzada perquè la lava brolla cap al sòl (en oposició a la fragmentació violenta del magma per les erupcions explosives). Les colades de lava generades per erupcions efusives varien en forma, gruix, llargada i amplada depenent del tipus de lava expulsada, del pendent del sòl del volcà a través de la qual la lava viatja, i de la duració de l'erupció.
Per exemple, la lava d'andesita típicament forma colades volcàniques en bloc, i les colades volcàniques de dacita, degut a la seva viscositat sovint formen turons de forma costeruda anomenats doms de lava.